# 蒂洛島
蒂洛島（俄语：Остров Тилло）是俄羅斯的島嶼，屬於法蘭士約瑟夫地群島的一部分，由阿爾漢格爾斯克州負責管轄，位於維爾切克島以南4公里，長約0.5公里。
80°19′38″N 61°01′56″E / 80.32735°N 61.032086°E